# Andrena submontana
Andrena submontana är en biart som beskrevs av Wu 1982. Andrena submontana ingår i släktet sandbin, och familjen grävbin. Inga underarter finns listade i Catalogue of Life.